# Площадь Победы (Калуга)
Площадь Победы (в 1918—1965 годах — Площадь Социализма) — площадь в Калуге, находящаяся на пересечении улиц Кирова, Степана Разина и Маршала Жукова.

## История
В указе от 13 июля 1778 года, в котором был утвержден регулярный план застройки Калуги, на восточной окраине города была запланирована площадь, которая получила название Дровяной. По кругу площади началось застраивание одноэтажными деревянными домами.
Калужане также называли эту площадь «конной» или «Теренинской», потому что рядом располагался большой каменный дом Терениных.
В 1918 году, с приходом к власти большевиков, площадь стала называться площадью Социализма.
В мае 1965 года площадь Социализма была переименована в площадь Победы. В декабре 1966 года, к 25-летию освобождения Калуги от немецко-фашистских захватчиков, на площади был установлен обелиск, возвышающийся на 30 метров. Вечный огонь Славы был зажжен 9 мая 1970 года. В марте 1973 года на вершине обелиска установили семиметровую статую Родины-матери, держащей в руках серебряную ленту реки Оки и первый искусственный спутник Земли — как символ победы советского народа и в освоении космического пространства. Авторами проекта площади Победы были архитекторы Павел Перминов и Евгений Киреев.
Законченный облик площадь приобрела к 1975 году, когда был захоронен прах Неизвестного солдата, перенесенный сюда с Ильинских рубежей.
В 2001 году на площади появился памятник жертвам фашистских концлагерей.
Летом 2011 года на аллее улицы Кирова, ведущей к площади Победы, установлена скульптура ветерана.
В 2013 году на аллее, идущей к площади от улицы Суворова, монумент памяти погибших в локальных войнах и конфликтах воинов-калужан — «Журавли». Торжественная церемония открытия состоялась 15 мая в день 25-й годовщины начала вывода советских войск из Афганистана.
В 2014 году отреставрирован фонтан и заново облицована могила Неизвестного солдата.
Весной 2015 года на площади был установлен памятник Георгию Жукову.